# Cantuaria medialis
Cantuaria medialis är en spindelart som beskrevs av Forster 1968. Cantuaria medialis ingår i släktet Cantuaria och familjen Idiopidae. Inga underarter finns listade.